# David Fernández Ortiz
David Fernández Ortiz (* 24. Juni 1970 in Igualada) ist ein spanischer Komiker und Schauspieler, der auch als Sänger und Synchronsprecher arbeitet. 2008 nahm er unter dem Pseudonym Rodolfo Chikilicuatre als Kunstfigur für Spanien beim Eurovision Song Contest teil.

## Künstlerischer Werdegang
Fernández, der eigentlich industrielle Bijouterie gelernt hatte, wurde 1998 Mitglied der katalanischen komischen Theatergruppe La Cubana. Er wirkte dort in verschiedenen Theaterstücken mit.
2002 begann er, für die Produktionsfirma El Terrat zu arbeiten. Sein erster Fernsehauftritt fand 2004 in der Sendung Una altra cosa im katalanischen Fernsehen statt, die von Andreu Buenafuente geleitet wurde.
Danach wurde er für die Late-Night-Show Buenafuente desselben Moderators engagiert, die zunächst von Antena 3 ausgestrahlt und inzwischen von LaSexta übernommen wurde. Hier wurde Fernández einem größeren Publikum durch die Darstellung eigener Comedy-Figuren, aber auch durch Imitationen bekannt, beispielsweise von Michael Jackson.

## Rodolfo Chikilicuatre

### Erfindung der Figur
In Buenafuente stellt Fernández regelmäßig ad hoc improvisierte Figuren dar, die jeweils einer aktuellen Nachrichtenmeldung entnommen wurden. Am 21. Januar 2008 sollte er einen anonymen Argentinier verkörpern, der eine Gitarre mit angeschlossenem Vibrator erfunden hatte. Diese Erfindung existiert tatsächlich.
Etwa zwei Wochen später war Fernández erneut in dieser Rolle zu sehen. Nun präsentierte er Buenafuente als Dankeschön für den ersten Auftritt einen Reggaeton-Titel namens Baila el Chiki Chiki (dt. „Tanz den Chiki-Chiki“, damals noch Chiqui-Chiqui geschrieben). Ihrer dortigen Behauptung nach wurde das Stück vom Regisseur Santiago Segura (Text) und dem Liedermacher Pedro Guerra (Musik) geschrieben. Kurz vor dem Finale des Eurovision Song Contests (ESC) widerriefen sie diese Behauptung zwar, die wirkliche Autorschaft ist aber weiterhin ungeklärt.
Später behauptete Fernández in seiner Rolle als Rodolfo, sein Neffe Roberto Chikilicuatrito junior habe das Lied erfunden. Der angebliche Neffe, der im Eurovisions-Vorentscheid erstmals zu sehen war, ist jedoch in Wirklichkeit Andreu Buenafuente.

### Eurovision Song Contest 2008

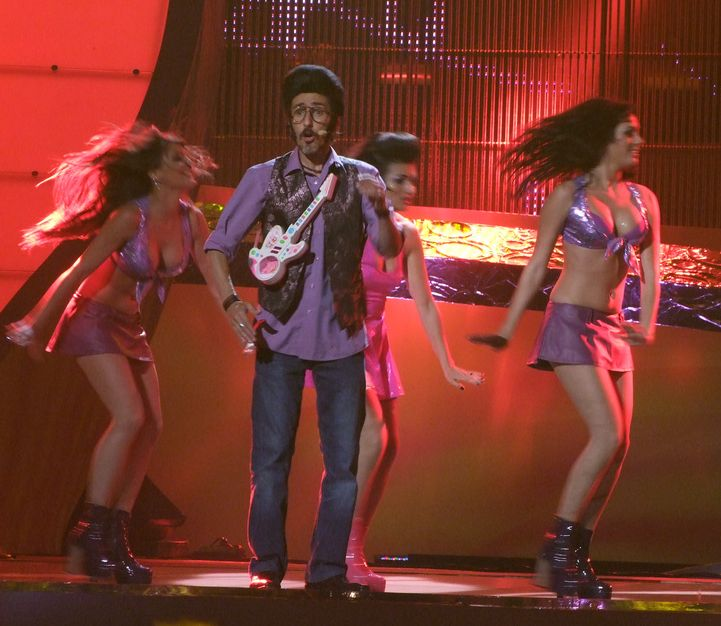
Rodolfo Chikilicuatre in Belgrad, 2008

Gegen Ende Januar 2008 entschloss sich Buenafuente, David Fernández unter dem Pseudonym Rodolfo Chikilicuatre als Kandidat für die spanische Vorauswahl für den Eurovision Song Contest 2008 in Belgrad vorzuschlagen. In diesem Jahr wurden die spanischen Kandidaten und ihre Lieder in MySpace vorgestellt. Fünf Titel sollten durch E-Mail-Voten und fünf Titel durch die Entscheidung einer professionellen Jury ausgewählt werden. 
Im Bewerbungsvideo tauchen zum ersten Mal die Schauspielerinnen Alejandra Jiménez Cascón und Silvia Abril als Chikilicuatres Bühnentänzerinnen auf, die im nächsten Auftritt bei Buenafuente unter den Namen Disco (später Cascón im blauen Kostüm zugeordnet) und Gráfica (Abril als Tänzerin im roten Kostüm, die ständig hinfällt) vorgestellt wurden. Für das ESC-Finale wurden durch Casting drei weitere Tänzerinnen ausgewählt (Leticia Martín, María Ángeles Mas und Cecilia López).
David Fernández wurde als Rodolfo Chikilicuatre zwar nur Zweiter der Gesamtliste, jedoch wurde der erste Gewinner, Antonio González „el Gato“, wegen angeblicher Manipulation des Votings disqualifiziert. Baila el Chiki Chiki hatte allerdings einen deutlichen Vorsprung von über 40.000 Stimmen gegenüber den drittplatzierten La Casa Azul.
Im Finale der Aktion Salvemos Eurovisión („Lasst uns Eurovision retten“), die von TVE am 8. März 2008 ausgestrahlt wurde, sollte der Repräsentant Spaniens aus den zehn verbleibenden Kandidaten gewählt werden. David Fernández alias Rodolfo Chikilicuatre bekam die Höchstpunktzahl. Er wurde damit Sieger des Vorentscheids und vertrat das Land beim europäischen Wettbewerb in Belgrad. 
Am 11. März 2008 kündigte Fernández eine Veränderung seines Beitrages an, um einen Text ohne politische Anspielung einzureichen, wie es die Regeln des ESC fordern. Unter anderem wurde die Erwähnung Hugo Chávez’ entfernt. Die am 14. März 2008 vorgestellte definitive Version ist länger als die ursprüngliche und enthält einen englischen Abschnitt, in dem auf auch im Ausland prominente Spanier Bezug genommen wird. 
Im Finale des ESC am 24. Mai 2008 belegte Fernández schließlich gemeinsam mit dem albanischen Beitrag den 16. Platz von 25, das beste Ergebnis für Spanien seit 2004. Die Sendung erreichte außerdem die zweithöchste Einschaltquote bei der Ausstrahlung des ESC in Spanien seit der Messung der Zuschauerzahlen. Daher wurde die Teilnahme trotz des parodistischen Charakters und der mittelmäßigen Platzierung als Erfolg gewertet.

### Chikimania
Wie schnell die künstliche Figur und ihr Lied in Spanien Kultstatus erreichten, wurde sichtbar, als der Fußballspieler Christian Fernández vom Club UD Las Palmas am 22. März 2008 ein gerade geschossenes Tor mitten im Spiel feierte, indem er die vier im Lied genannten Tanzschritte ausführte. Das Lied wurde außerdem in der Werbung parodiert und Chikilicuatre auf dem Titelblatt der Satirezeitschrift El Jueves karikiert. In dem Ort Illueca wurde sogar vorgeschlagen, eine Straße nach dem Lied zu benennen. 
Die Kunstfigur Rodolfo Chikilicuatre trat in etlichen populären spanischen Fernsehsendungen auf und wurde wie ein realer Star interviewt. Mehrere Aktionen und öffentliche Auftritte, die von Buenafuente organisiert wurden, verstärkten die Begeisterung für den fiktiven Sänger. Unter anderem erreichte Jordi Évole, ein anderer Komiker der Sendung Buenafuente am 30. April 2008, dass Papst Benedikt XVI. ein Exemplar der von Chikilicuatre als Markenzeichen benutzten Kinder-Plastikgitarre überreicht wurde.
Nach mehrfacher Ankündigung wurde am 4. Juni 2008 in Buenafuente das Ende des „Scherzes“ vollzogen: Chikilicuatre kündigte dort an, sich aus dem Musikgeschäft zurückziehen zu wollen und wurde zum Schluss mit einem für eine Beerdigung ausgestatteten britischen Leichenwagen aus dem Studio gefahren (allerdings lebendig).

## Filme
David Fernández Ortiz hat in verschiedenen Filmen und Kurzfilmen mitgespielt, beispielsweise in:
- Kibris: la ley del equilibrio
- Tapas
- Donkey Xote (Stimme von Rocinante)